# أنو 1800
أنو 1800 (بالإنجليزية: Anno 1800) هي لعبة فيديو من نوع إستراتيجية الوقت الحقيقي، صدرت في 16 أبريل 2019، وهي متوفرة على أجهزة ويندوز.

## ردود الفعل
| استقبال                                           |        |
| ------------------------------------------------- | ------ |
| مجموع النقاط المجموع نقاط ميتاكريتيك 81/100 [ 3 ] |        |
| مجموع النقاط                                      |        |
| المجموع                                           | نقاط   |
| ميتاكريتيك                                        | 81/100 |

### الجوائز
| عام  | الجائزة                     | تصنيف                              | النتيجة | مرجع  |
| ---- | --------------------------- | ---------------------------------- | ------- | ----- |
| 2018 | غيمز كوم                    | أفضل لعبة محاكاة                   | رُشِّح     | [ 4 ] |
| 2018 | غيمز كوم                    | أفضل لعبة إستراتيجية               | رُشِّح     | [ 4 ] |
| 2018 | غيمز كوم                    | أفضل لعبة كمبيوتر                  | فوز     | [ 4 ] |
| 2019 | جائزة جولدن جويستيك         | لعبة كمبيوتر للعام                 | رُشِّح     | [ 5 ] |
| 2019 | جوائز اللعبة 2019           | أفضل لعبة إستراتيجية               | رُشِّح     | [ 6 ] |
| 2020 | 23rd Annual D.I.C.E. Awards | أفضل لعبة إستراتيجية ومحاكاة للعام | رُشِّح     | [ 7 ] |

## وصلات خارجية
- أنو 1800 على موقع IMDb (الإنجليزية)
- الموقع الرسمي